# Glarus (kanton)
Glarus (gsw. Glaris, fr. Glaris, wł. Glarona, rm. Glaruna) – jeden z 26 kantonów Szwajcarii położony we wschodniej części kraju. Przyłączył się do Konfederacji w 1352 r. Jeden z dwóch kantonów w których wciąż władzę sprawuje zgromadzenie ludowe (Landsgemeinde). Położony w Alpach, jest 17. pod względem zajmowanego obszaru i 23. pod względem ludności. Graniczy z czterema innymi kantonami: od północy i wschodu z Sankt Gallen, od południa z Gryzonią, od zachodu z Uri i Schwyz. Siedziba administracyjna kantonu znajduje się w mieście Glarus. Symbolem kantonu jest postać św. Frydolina, irlandzkiego mnicha, który chrystianizował ludność germańską w dorzeczu Górnego Renu.

## Geografia

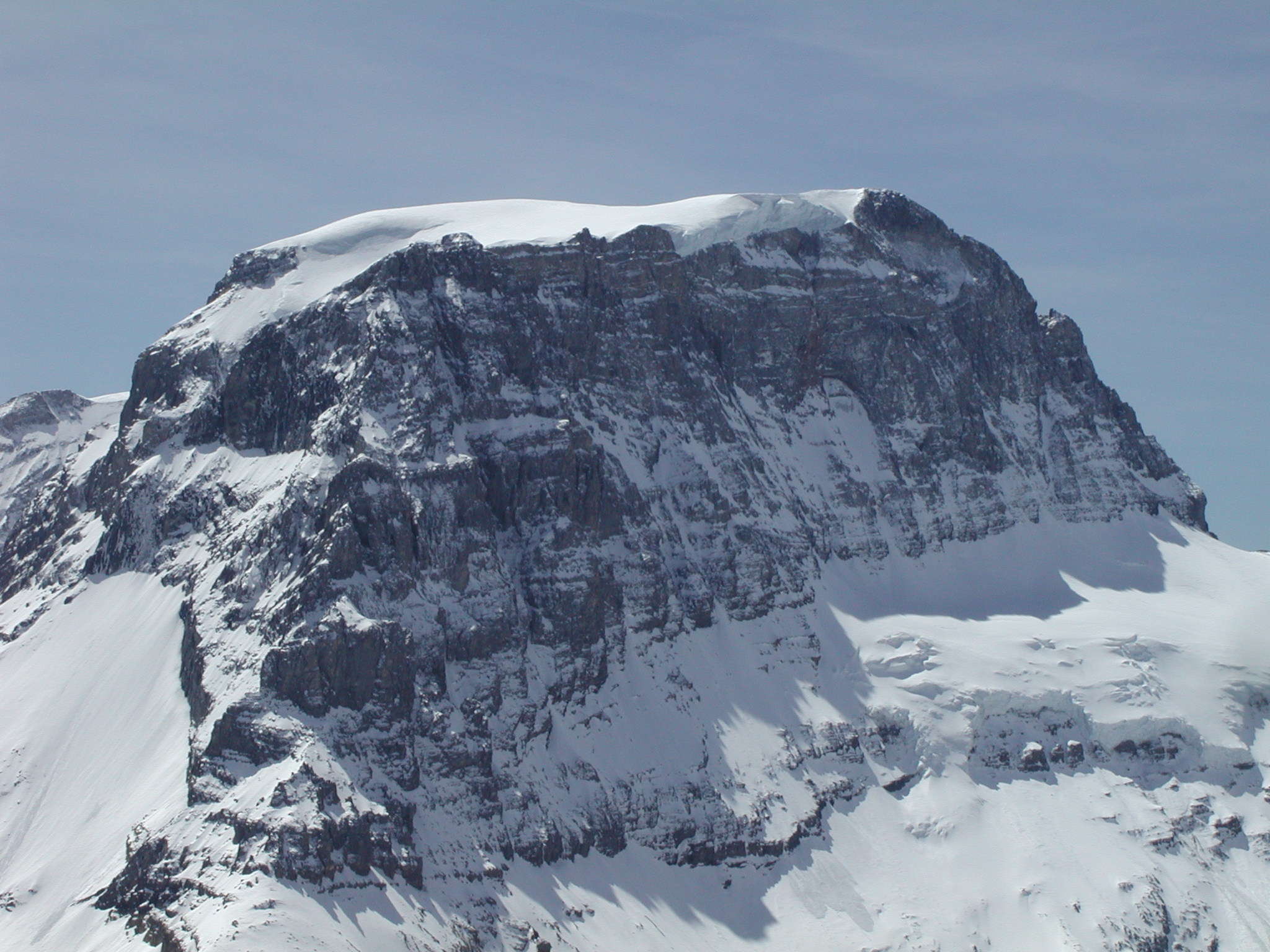
Tödi, najwyższy szczyt kantonu

Większość kantonu znajduje się w dolinie alpejskiej rzeki Linth. Na północnym wschodzie znajduje się jezioro Walensee. Najniższy punkt kantonu ma 414 m n.p.m., najwyższym jest szczyt Tödi (3614 m n.p.m.). Innym charakterystycznym szczytem jest Glärnisch (2914 m n.p.m.). Duże przewyższenia w granicach kantonu wpływają na różnorodność przyrody (piętra klimatyczne) i zmienność klimatu. W najwyższych partiach górskich znajdują się lodowce. Lasy zajmują 30,8%, 36,2% nieużytki (gł. tereny wysokogórskie), 30% tereny rolne, 2,9% zabudowa. Charakterystyczne jest występowanie wiatrów fenowych (odp. halnego w Tatrach). W granicach kantonu znajduje się część wpisanego na listę dziedzictwa przyrodniczego UNESCO obszaru tektonicznego Piz Sardona.

## Historia

Widok na Näfels i Mollis w XIX wieku

Najstarsze znaleziska na terenie kantonu pochodzą z epoki brązu sprzed 3300 lat. Z III wieku przed Chrystusem pochodzą najstarsze odkrycia związane z ludnością celtycką. Po podboju przez Rzym dolina Linth stała się częścią prowincji Recji a ludność uległa stopniowej romanizacji. W VI wieku ludność przyjęła chrześcijaństwo w wyniku działalności irlandzkiego mnicha św. Frydolina, który założył klasztor w Säckingen w dzisiejszych Niemczech. W VIII wieku rozpoczął się napływ osadników Alemańskich, jednak język retoromański był używany co najmniej do XI stulecia.
Ziemie od klasztoru chcieli przejąć w XIII wieku Habsburgowie. W 1282 r. istniała „wspólnota mieszkańców całej doliny Glarus” (Gemeinschaft der Männer des ganzen Tales Glarus), która w 1352 r. sprzymierzyła się z Konfederacją Szwajcarską w celu ochrony przed zakusami potężnego rodu.

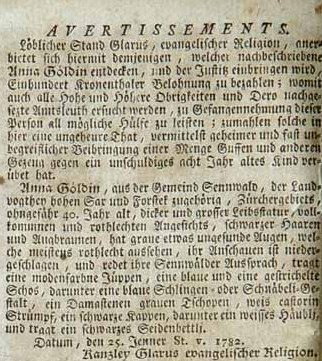
Artykuł w NZZ opisujący skazanie Anny Göldin przez radę ewangelicką Glarus w 1782 r.

Od lat 20. XVI wieku większość ludności kantonu stanowili ewangelicy reformowani, będący pod wpływem kaznodziei Ulryka Zwingliego. W kantonie – jako jedynym spośród 13 kantonów „Starej Konfederacji” funkcjonowały obok siebie oba kościoły. Przez ponad 200 lat działały trzy wiece kantonalne: dwa wyznaniowe (katolicki i reformowany) oraz jeden wspólny. Również liczne instytucje państwowe były podzielone. Ponieważ protestanci przyjęli reformę gregoriańską kalendarza sto lat po katolikach, to w tym okresie istniały dwie oficjalne rachuby czasu. Podziały konfesyjne zniesiono w ciągu XIX wieku. W Glarus ścięto 18 czerwca 1782 r. ostatnią osobę oskarżoną o uprawianie czarnej magii w dawnym Cesarstwie, Annę Göldin, skazaną przez wspólnotę ewangelicko-reformowaną. W 2007 r. została ona pośmiertnie zrehabilitowana, założono muzeum oraz fundację jej imienia.

## Ludność
Autochtoniczni mieszkańcy kantonu posługują się dialektami wysokoalemańskimi języka niemieckiego, które wywodzą się z osiadłych we wczesnym średniowieczu plemion germańskich, które zmieszały się ze zlatynizowaną ludnością retycką. Niecałe 78% kantonu stanowią obywatele Szwajcarii, ale ponad 87% ludności to ludność niemieckojęzyczna. Największymi grupami imigrantów są Niemcy, Włosi i obywatele państw byłej Jugosławii.
Największymi miejscowościami kantonu są: Glarus (12 539 mieszkańców), Näfels (4 633) i Niederurnen (4 243).
Glarus jest jedynym kantonem „Starej Konfederacji” w którym istniały jednocześnie kościoły reformowany i katolicki. Obecnie 35,5% mieszkańców stanowią ewangelicy reformowani, 34,8% katolicy, 15% bezwyznaniowcy, muzułmanie, prawosławni i inni.
Kościół ewangelicko-reformowany kantonu wywodzi się od Ulryka Zwingliego, który w latach 1506-16 był proboszczem w Glarus (tj. jeszcze przed reformacją). Większość ludności wówczas przyjęła zwinglianizm w ciągu XVI wieku; współcześnie obserwuje się znaczący odpływ wyznawców od kościoła. Obecnie istnieje 13 parafii ewangelickich.
Katolicyzm od XVI wieku jest wyznaniem mniejszościowym w kantonie, jednak nigdy nie został zakazany jak to miało miejsce w innych kantonach protestanckich. Parafie w Näfels i Niederurnen jako jedyne w całości pozostały przy katolicyzmie, kilka innych podzieliło się. Kościół parafialny w Glarus był symultanicznym (tj. współdzielonym przez oba wyznania) do 1964 r. Obecnie w skład dekanatu, pokrywającego się z kantonem, wchodzi osiem parafii oraz jeden klasztor franciszkański w ramach sześciu gmin kościelnych (Kirchgemenden). Coraz większą część wiernych stanowią imigranci z krajów katolickich.

## Podział administracyjny
Po reformie z 1 stycznia 2011 r. kanton jest podzielony na trzy gminy (Gemeinde): Glarus, Glarus Nord i Glarus Süd. Każda w dniu utworzenia posiadała co najmniej ok. 10 tys. mieszkańców, które zastąpiły 25 miejscowości (Ortsgemeinde).

### Zmiany administracyjne
- 1 stycznia 2004
  - przyłączenie gmin Diesbach oraz Hätzingen do gminy Luchsingen
- 1 lipca 2006
  - przyłączenie gmin Leuggelbach oraz Nidfurn do gminy Haslen
- 1 stycznia 2011
  - utworzenie miasta Glarus z gmin Ennenda, Netstal i Riedern
  - utworzenie gminy Glarus Nord z gmin Bilten, Filzbach, Mollis, Mühlehorn, Näfels, Niederurnen, Oberurnen i Obstalden
  - utworzenie gminy Glarus Süd z gmin Betschwanden, Braunwald, Elm, Engi, Haslen, Linthal, Luchsingen, Matt, Mitlödi, Rüti, Schwanden, Schwändi oraz Sool

## Gospodarka
Kanton był jednym z pierwszych zindustrializowanych w Szwajcarii i do dziś przemysł ma największy udział w jego gospodarce. Rolnictwo (przede wszystkim mleczarstwo) i turystyka są także ważnymi źródłami dochodów. Poziom bezrobocia wynosi 1,8% i jest zbliżony do średniej krajowej.

## Transport
Wzdłuż doliny rzeki Linth wiedzie linia kolejowa łącząca kanton z resztą Szwajcarii. Istnieje też dobrze rozwinięta sieć linii autobusowych. Do wszystkich miejscowości można dojechać wyasfaltowanymi drogami a północną część kantonu przecina autostrada A3 łącząca Bazyleę i Zurych z południowo-wschodnią częścią Konfederacji i Liechtensteinem. Uregulowany dolny odcinek rzeki Linth jest żeglowny.

## Polityka
Kanton Glarus jest jednym z dwóch w których wciąż podstawową formą sprawowania władzy jest zgromadzenie ludowe (Landsgemeinde), który wraz z 60-osobowym parlamentem kantonalnym (Landrat) stanowi władzę ustawodawczą (legislatywę). Władzą wykonawczą (egzekutywą) jest pięcioosobowa rada rządowa (Regirungsrat) wybierana na okres czterech lat. W jej skład wchodzi pięć departamentów: budownictwa i środowiska, finansów i zdrowia, bezpieczeństwa i sprawiedliwości, wykształcenia i kultury oraz gospodarki ludowej i spraw wewnętrznych. Czynne prawo wyborcze przysługuje wszystkim obywatelom powyżej 16 roku życia, bierne od 18 roku życia.
W wyniku wyborów parlamentarnych z 1 czerwca 2014 r. największą siłą jest Szwajcarska Partia Ludowa (SVP) z 17 deputowanymi przed Partią Liberalno-Demokratyczną (FDP, 12), Partią Obywatelsko-Demokratyczną (BDP, 9), Partią Socjaldemokratyczną (SP, 7), Partią Zielonych (GPS, 7), Chrześcijańsko-Demokratyczną Partią Ludową (CVP, 6) i Partią Zielono-Liberalną (GLP, 2).
W wyniku wyborów do rady rządowej z 9 lutego 2014 r. FDP ma w niej 2 przedstawicieli, zaś CVP, SVP i BDP po jednym.
Glarus był jednym z pierwszych kantonów wprowadzających politykę socjalną. Jako 11. w Konfederacji Glarus przyznał prawa wyborcze kobietom 2 maja 1971 r., jako pierwszy 6 maja 2007 r. obniżył wiek czynnego prawa wyborczego do 16 lat.